# Marjane Satrapi
Marjane Satrapi (în Persană: مرجان ساتراپی; n. 22 noiembrie 1969, Rasht, Iran) este o romancieră contemporană, graficiană și ilustratoare de naționalitate iraniană, dar și franceză. A primit numeroase premii pentru animația sa, Persepolis, cât și pentru cel de-al doilea roman grafic Broderii. A scris și literatură pentru copii.